# Стальововольський повіт
Стальововольський повіт (пол. powiat stalowowolski) — один з 21 земських повітів Підкарпатського воєводства Польщі. Утворений 1 січня 1999 року внаслідок адміністративної реформи.

## Загальні дані
Повіт знаходиться у північній частині воєводства.
Адміністративний центр — місто Сталева Воля.
Станом на 1.01.2008 населення становить 108 522 осіб, площа 831,75 км².

## Демографія
Демографічні дані повіту станом на 30.06.2005:
|       | Всього  | Всього | Жінки  | Жінки | Чоловіки | Чоловіки |
| ----- | ------- | ------ | ------ | ----- | -------- | -------- |
|       | осіб    | %      | осіб   | %     | осіб     | %        |
| Повіт | 109 480 | 100    | 55 975 | 51,1  | 53 505   | 48,9     |
| Міста | 66 219  | 100    | 34 211 | 51,7  | 32 008   | 48,3     |
| Села  | 43 261  | 100    | 21 764 | 50,3  | 21 497   | 49,7     |